# سوق الغزل (صفاقس)

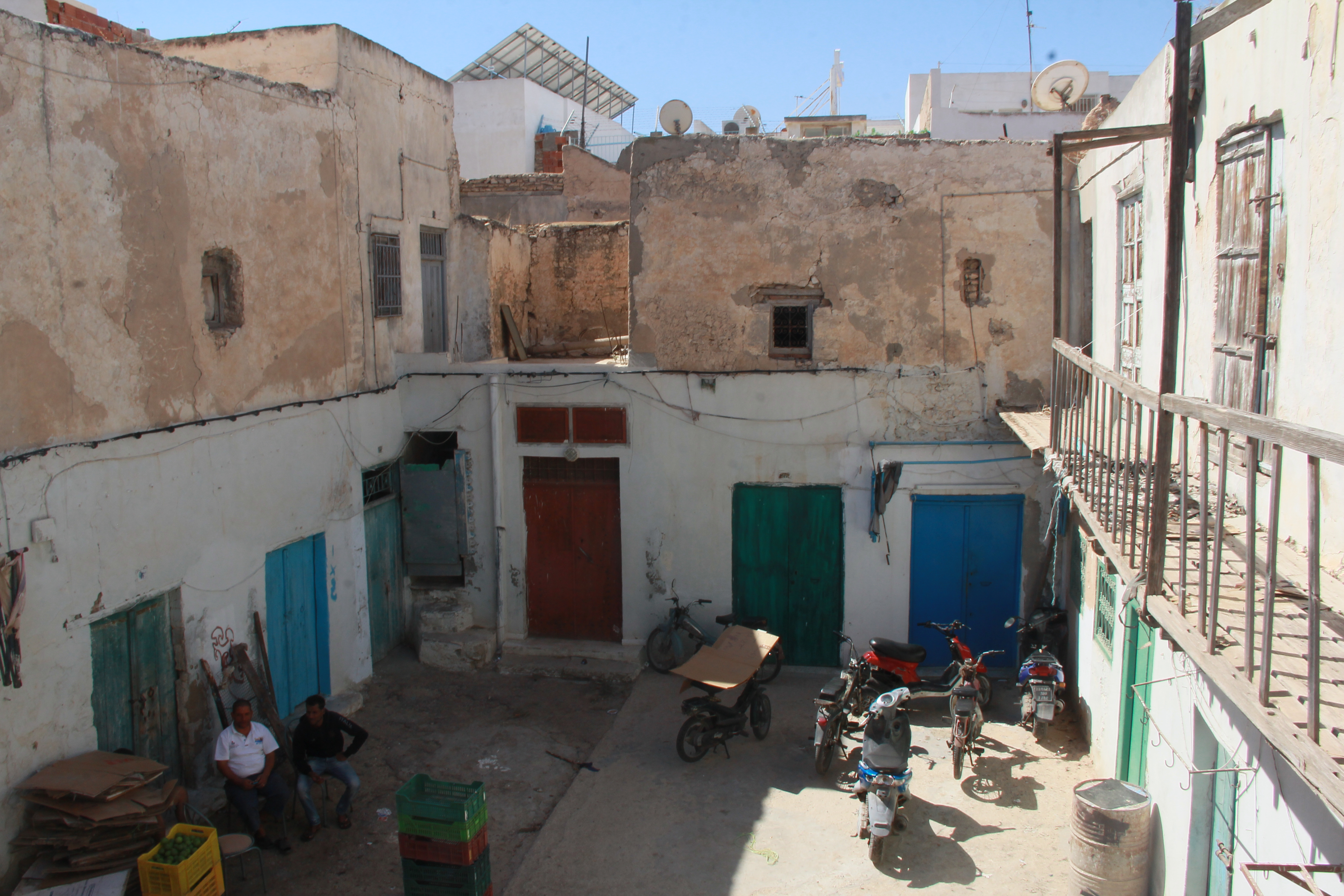
سوق الطعمة

سوق الغزل و يسمى أيضا سوق الطعمة هو أحد الأسواق القديمة بالمدينة العتيقة بصفاقس.

## خصائصه
كما يعبر عنه اسمه يختص هذا السوق في صناعة الصوف و القطن و الحرير. يتصل مباشرة بسوق الصباغين و يربط به من حيث الحركة التجارية اذ تعتبر صناعة الغزل من أهم الصناعات المغذية لسوق الصباغين.

## هندسته
يحضى سوق الغزل برقعة مسيجة ذات مدخل وحيد. و يتكون من محلات للبيع تعلوها ورشات للصناعة.